# The Roses
The Roses es una próxima película de comedia romántica de 2025 basada en la novela The War of the Roses de Warren Adier, adaptada por Tony McNamara y dirigida por Jay Roach. Protagonizada por Benedict Cumberbatch y Olivia Colman, la película será distribuida por Searchlight Pictures y será estrenada en cines el 29 de agosto de 2025.

## Sinopsis
La vida parece fácil para la pareja ideal formada por Ivy (Olivia Colman) y por Theo (Benedict Cumberbatch): carreras exitosas, un matrimonio feliz e hijos maravillosos. Pero bajo la fachada de su supuesta vida idílica, se avecina un revés que lo cambiará todo. Mientras la carrera de Theo se desploma, las ambiciones de Ivy despegan, esto hará encender una brecha de feroz competencia y un resentimiento oculto entre ellos.

## Reparto
- Benedict Cumberbatch como Theo Rose
- Olivia Colman como Ivy Rose
- Andy Samberg
- Allison Janney
- Belinda Bromilow
- Sunita Mani
- Ncuti Gatwa
- Jamie Demetriou
- Zoë Chao
- Kate McKinnon
- Hala Finley
- Akie Kotabe